# Dwójkowy system liczbowy

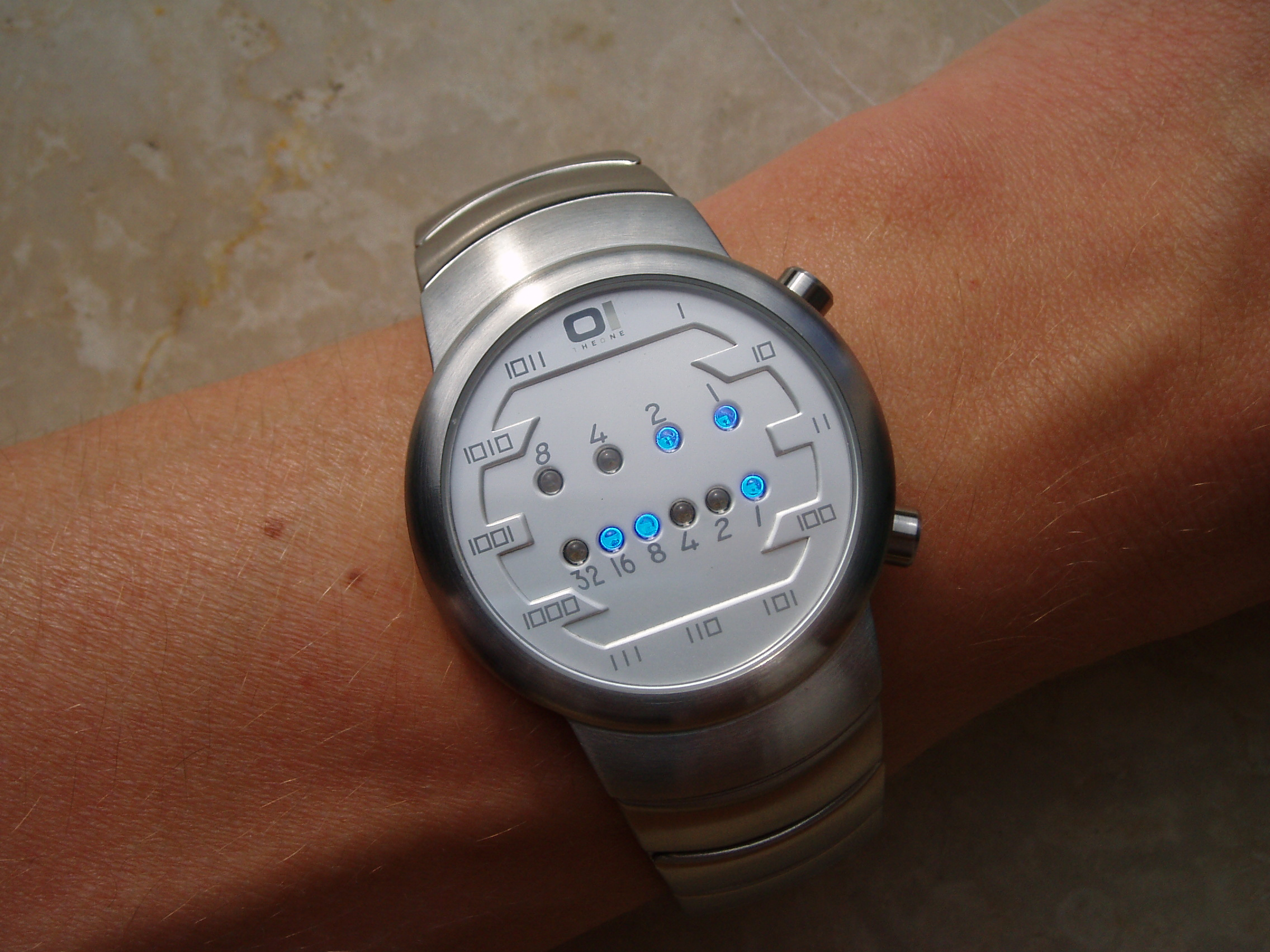
Dwójkowy zegarek pokazujący godzinę 3:25

Dwójkowy system liczbowy lub też system binarny (NKB – naturalny kod binarny) – pozycyjny system liczbowy, którego podstawą jest liczba 2, a do zapisu liczb potrzebne są tylko dwie cyfry: 0 i 1.

## Historia
Używał go już John Napier w XVI wieku, przy czym 0 i 1 zapisywał jako a i b. Ojcem nowoczesnego systemu binarnego nazywany jest Gottfried Wilhelm Leibniz, autor opublikowanego w 1703 roku artykułu Explication de l’Arithmétique Binaire.

## Zastosowanie
Jest używany w matematyce, informatyce i elektronice cyfrowej, gdzie minimalizacja liczby stanów do dwóch, pozwala na prostą implementację sprzętową odpowiadającą zazwyczaj stanom wyłączony i włączony oraz zminimalizowanie przekłamań danych.
Jak w każdym pozycyjnym systemie liczbowym, liczby zapisuje się tu jako ciągi cyfr, z których każda jest mnożną kolejnej potęgi podstawy systemu.
Np. liczba zapisana w dziesiętnym systemie liczbowym jako 10, w systemie dwójkowym przybiera postać 1010, gdyż:
{\displaystyle 1\cdot 2^{3}+0\cdot 2^{2}+1\cdot 2^{1}+0\cdot 2^{0}=8+2=10.}
Liczby w systemach niedziesiętnych oznacza się czasami indeksem dolnym zapisanym w systemie dziesiętnym, a oznaczającym podstawę danego systemu. W celu podkreślenia, że liczba jest dziesiętna można również napisać obok niej indeks, np.
{\displaystyle 10101_{2}=21_{10}}
W systemie dwójkowym można przedstawiać również liczby rzeczywiste. Na przykład liczby dziesiętne o podstawie 2 można zapisać jako:
{\displaystyle 0{,}101_{2}=0\cdot 2^{0}+1\cdot 2^{-1}+0\cdot 2^{-2}+1\cdot 2^{-3}=0{,}625_{10}}
{\displaystyle 0{,}00(1001)_{2}=0{,}15_{10}}
{\displaystyle 0{,}28_{10}=0{,}(01000111101011100001)_{2}}
ułamek zwykły:
{\displaystyle {\frac {101_{2}}{111_{2}}}={\frac {5_{10}}{7_{10}}}=0{,}(101)_{2}=0{,}(714285)_{10}}
(nawiasem oznaczono okres ułamka).
Liczby niewymierne mają rozwinięcie nieokresowe w każdym systemie pozycyjnym:
{\displaystyle {\sqrt {2_{10}}}={\sqrt {10_{2}}}=1{,}0110101000001001111001100110011111110\dots _{2}}
| w systemie dziesiętnym | w systemie dwójkowym |
| ---------------------- | -------------------- |
| 1                      | 1                    |
| 2                      | 10                   |
| 3                      | 11                   |
| 4                      | 100                  |
| 5                      | 101                  |
| 6                      | 110                  |
| 7                      | 111                  |
| 8                      | 1000                 |
| 9                      | 1001                 |
| 10                     | 1010                 |

## Zamiany systemu
Zamianę z systemu dwójkowego na inny można wykonać poprzez zapisanie liczby jako sumy potęg liczby 2 pomnożonych przez wartość cyfry w systemie, na który przekształcamy. Przykładowo przy zamianie liczby na system dziesiętny:
{\displaystyle 11110_{2}=1\cdot 2^{4}+1\cdot 2^{3}+1\cdot 2^{2}+1\cdot 2^{1}+0\cdot 2^{0}=}
{\displaystyle =1\cdot 16+1\cdot 8+1\cdot 4+1\cdot 2+0\cdot 1=16+8+4+2=30}
Cyfra 1 podobnie jak w systemie dziesiętnym ma wartość zależną od swojej pozycji – na końcu oznacza 1, na drugiej pozycji od końca 2, na trzeciej 4, na czwartej 8 itd.
Ponieważ {\displaystyle 0\cdot 2^{n}=0} oraz {\displaystyle 1\cdot 2^{n}=2^{n},} aby obliczyć wartość liczby zapisanej dwójkowo, wystarczy zsumować potęgi dwójki odpowiadające cyfrom 1 w zapisie.
Zamiana liczby w systemie dziesiętnym na liczbę w systemie dwójkowym może przebiegać według wyżej opisanej zasady, czyli:
{\displaystyle 30_{10}=(3\cdot 10+0\cdot 1)_{10}=(11\cdot 1010+0\cdot 1)_{2}=11110_{2}}
Rozbicie na sumę potęg liczby 2 na przykład
{\displaystyle 30_{10}=(16+8+4+2+0)_{10}=(2^{4}+2^{3}+2^{2}+2^{1}+0)_{10}=(10000+1000+100+10+0)_{2}=11110_{2}}
Bądź też przez wyznaczanie reszt w wyniku kolejnych dzieleń liczby przez 2:
{\displaystyle {\tfrac {30}{2}}=15} reszty 0 – 0 to cyfra jedności,
{\displaystyle {\tfrac {15}{2}}=7} reszty 1 – 1 to cyfra drugiego rzędu,
{\displaystyle {\tfrac {7}{2}}=3} reszty 1,
{\displaystyle {\tfrac {3}{2}}=1} reszty 1,
{\displaystyle {\tfrac {1}{2}}=0} reszty 1.
Aby obliczyć wartość dwójkową liczby, przepisujemy od końca cyfry reszt. Tak więc {\displaystyle 30_{10}=11110_{2}.}

## Działania na liczbach w systemie dwójkowym
Działania na liczbach w systemie dwójkowym są odpowiednikiem działań w systemie dziesiętnym i opierają się na elementarnych działaniach:
- {\displaystyle 1+0=1}
- {\displaystyle 1+1=10}
- {\displaystyle 1\cdot 0=0}
- {\displaystyle 1\cdot 1=1}
- {\displaystyle 10-1=1}

Przykład dodawania w systemie dwójkowym.
```
                  
111111

                  1111111
              
+     10011

                 10010010
```

Przykład odejmowania w systemie dwójkowym:
```
                  1111111
              
-     10011

                  1101100
```

A w takiej sytuacji pożyczamy jedynkę:
```
                    11101
               
-    10110

                    00111
```

(zera z lewej strony można wykreślić).
Mnożenie i dzielenie wykonuje się w systemie dwójkowym także podobnie jak w systemie dziesiętnym.